# Тартуски университет
Тартуският университет (на естонски: Tartu Ülikool; на латински: Universitas Tartuensis) е класически университет в град Тарту и най-големият и високо ранжиран в класациите на естонските университети.
Основан през 1632 година от шведския крал Густав Адолф под името „Академия Густавиана“, Университетът на Тарту е националният университет на Естония и един от най-старите университети в Северна Европа.